# Timur Melik
Timur Melik – chan Złotej Ordy i Białej Ordy 1375-1377 

## Życiorys
Był synem Urusa. Został obalony przez swojego kuzyna Tochmatysza  w 1377 roku. Jego synem był Temür Kutług.